# 로버트 웨브
로버트 웨브(Robert Webb, 1972년 9월 29일 ~ )는 잉글랜드의 배우 및 희극인이다.

## 출연 작품
- 핍 쇼 시즌1 (2013)
- 웨딩 비디오 (2012)
- 마술사(영어판) (2007)
- 컨페티 (2006)